# Leslie Richard Groves
Leslie Richard Groves, ameriški general in inženir, * 17. avgust 1896, Albany, New York, ZDA, † 13. julij 1970, Washington, D.C., ZDA.
Groves je najbolj znan kot nadzornik gradnje Pentagona in vojaški vodja projekta Manhattan.